# BBC Knowledge
BBC Knowledge foi um canal de televisão britânico de propriedade da BBC, lançado em 1 de junho de 1999. Transmitiu documentários, programas culturais e educacionais até o fim de suas transmissões em 2 de março de 2002, sendo substituído pelo canal BBC Four.

## História

### Lançamento
A BBC desejava se expandir no mercado de televisão digital por vários anos antes do lançamento da BBC Knowledge, realizando uma associação com a Flextech que gerou a rede UKTV. Ambas as empresas tinham ideias diferentes sobre como os novos canais seriam operados. A BBC queria que os canais fossem marcados como canais da BBC, mas a Flextech queria que os canais contivessem publicidade. A BBC recusou, afirmando que nenhum canal doméstico da BBC deveria veicular publicidade, e no final foi feito um acordo. Dois dos canais seriam lançados como canais da BBC, BBC Choice e o então chamado BBC Learning, com o restante dos canais sendo lançado como parte da rede UKTV. Antes do lançamento, o canal mudou de nome de BBC Learning para BBC Knowledge.
O canal foi lançado em 1º de junho de 1999, transmitindo por seis horas por dia. O novo canal tinha planos para ser um novo canal multimídia, operando na televisão, online e na televisão interativa, e exibindo programação educacional e informativa. O estilo da programação original do canal era inicialmente uma abordagem alegre e animada da educação, voltada para adultos e crianças, com os espectadores encorajados a se envolver e contribuir com a programação. O programa original incluía um guia de sobrevivência GCSE, baseado na série da Bitesize, intitulada Bitesize Etc e a série de tecnologia The Kit, voltada para crianças.

### Relançamento
Com alguns anos de existência do canal, ficou claro que o formato original do canal não estava funcionando em seu objetivo de interagir com os espectadores e tornar o aprendizado divertido. O canal estava recebendo avaliações ruins, e a BBC decidiu relançá-lo. O canal relançado ganhou uma nova identidade visual, passando a ser, a partir de 17 de novembro de 2001, um canal 24 horas, decorrente da passagem da BBC Knowledge do SDN para o multiplex da BBC no serviço TDT. Além disso, o formato foi alterado para um canal de documentário sério com programação organizada em categorias dependendo dos tópicos.

### Encerramento
A verdadeira razão para a mudança na programação foi porque o governo em exercício atrasou a aprovação de novos planos digitais da BBC. O lançamento da BBC Three e Four foi planejado em 2001, mas devido ao atraso, a BBC decidiu relançar os dois canais com uma nova programação. Após a aprovação dos planos em fevereiro de 2002, as horas foram reduzidas para o lançamento do canal CBeebies. A BBC Knowledge foi fechada nas horas finais de 2 de março de 2002.